# بابلو اسبينوزا
بابلو اسبينوزا (بالإسبانية: Pablo Espinosa)‏ هو عازف قيثارة ومغني وممثل إسباني، ولد في 10 مارس 1992 في إسبانيا.

## وصلات خارجية
- بابلو اسبينوزا على موقع IMDb (الإنجليزية)
- بابلو اسبينوزا على موقع ألو سيني (الفرنسية)
- بابلو اسبينوزا على موقع ميوزك برينز (الإنجليزية)
- بابلو اسبينوزا على موقع أول ميوزيك (الإنجليزية)
- بابلو اسبينوزا على موقع ديسكوغز (الإنجليزية)
- بابلو اسبينوزا على موقع كينوبويسك (الروسية)
- بابلو اسبينوزا على موقع كينوبويسك (الروسية)